# Ширяево (Тульская область)
Ширя́ево — деревня в Суворовском районе Тульской области России.
В рамках административно-территориального устройства входит в Балевскую сельскую территорию Суворовского района, в рамках организации местного самоуправления входит в Северо-Западное сельское поселение.

## География
Расположена в 13 км к северо-западу от районного центра, города Суворов. В 1,8 км от автодороги Р95. В деревне находится безымянное озеро площадью 0,3 га.

## Население
| 2010 |
| ---- |
| 5    |

## История
В 1859 году в деревне находилось 18 дворов и проживал 181 житель. Из-за отсутствия в непосредственной близости водных объектов, водоснабжение деревни осуществлялось через колодцы.

### Карты
Деревня на карте 1782 года

Деревня на карте 1941 года